# Joel Milburn

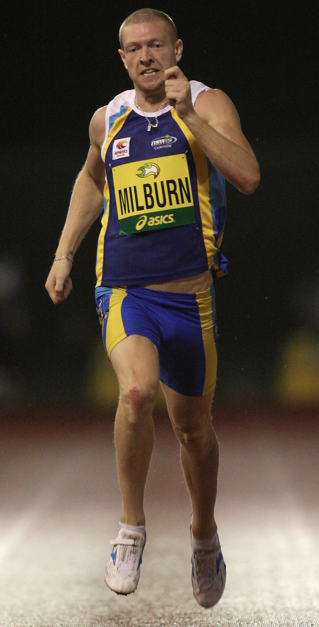
Joel Milburn (2010)

Joel Milburn (* 17. März 1986 in Sydney) ist ein australischer Leichtathlet, der bei den Weltmeisterschaften 2009 die Bronzemedaille mit der 4-mal-400-Meter-Staffel gewann, nachdem er im Vorlauf eingesetzt worden war.
Milburn hatte bereits 2003 an den Jugendweltmeisterschaften teilgenommen, fand aber danach nicht sofort den Anschluss. 2008 gewann er den Australischen Meistertitel über 400 Meter. Bei den Olympischen Spielen 2008 verbesserte Milburn seine persönliche Bestzeit auf 44,80 Sekunden, schied aber im Halbfinale aus. Mit der Staffel erreichte er das olympische Finale; dort liefen Sean Wroe, John Steffensen, Clinton Hill und Joel Milburn in 3:00,02 Minuten auf den sechsten Platz. 
Bei den Weltmeisterschaften 2009 schied er erneut im Halbfinale aus. Zusammen mit Tristan Thomas, Ben Offereins und Sean Wroe qualifizierte er sich aber in 3:02,04 Minuten für das Staffelfinale. Im Finale lief statt Milburn allerdings John Steffensen. Nachdem die australische Staffel im Finale den dritten Platz belegt hatte, erhielt auch Milburn für seine Beteiligung im Vorlauf die Bronzemedaille.
Bei einer Körpergröße von 1,82 Meter beträgt sein Wettkampfgewicht 75 Kilogramm.